# Tejfesték

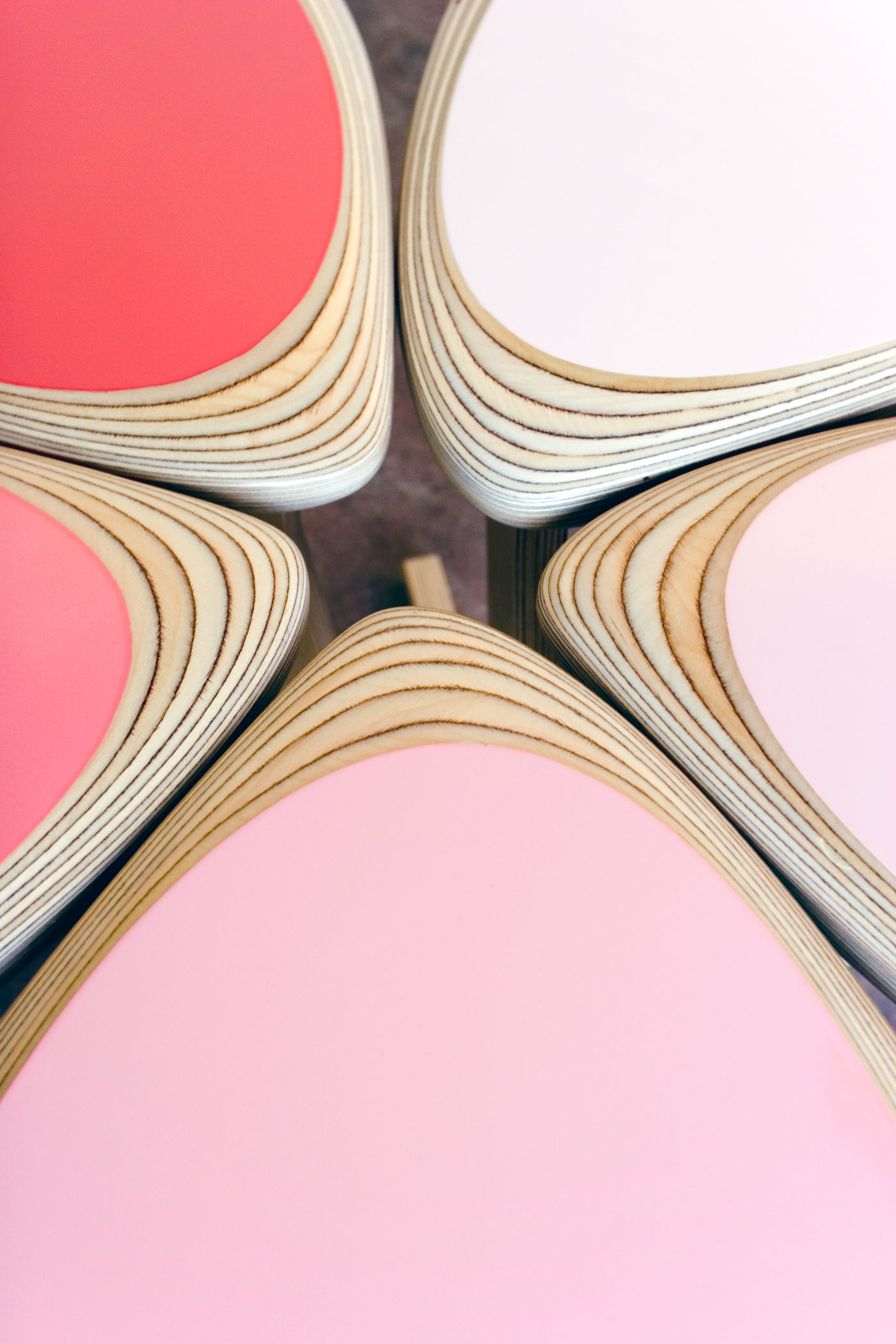
Tejfestékkel festett székek

A tejfesték egy nem toxikus, víz alapú festék. A festék fő alkotóelemei a tej és a mész. Míg a gyakorlatban előfordulhat, hogy tejfestéknek nevezik a tej kazein fehérjéje és a bórax keverékét is (a bórax tartósító szerepe miatt), Magyarországon ez nem használatos, mivel ez egy módosított változata az eredeti tejfestéknek, és az igazi tejfesték nem tartalmaz bóraxot annak esetleges mérgező hatása miatt.
A tejfestéket évezredek óta használják. Rendkívül tartós, több száz évig is megtarthatja az állagát, amennyiben nincs kitéve az időjárási elemek hatásainak. Teljesen természetes alapanyagokból készül, nagyon biztonságos, és nincs semmi toxikus hatása alkalmazás után. Mivel az olaj alapú és az akrilfestékek olcsó petrokémiai anyagok felhasználásával nagy mennyiségben készülnek, ezekhez viszonylag kedvezőbb áron lehet hozzájutni a kis mennyiségben értékesített tejfesték árához képest. A tejfestéket általában por formájában forgalmazzák. A víz hozzáadása után festékben levő mész aktiválja a tejfehérjét (azaz a kazeint), és ez egy enyhén lúgos hatású festéket eredményez.
Az akrilok feltalálása előtt a legtöbb lakótérben használt festék kazeinből készült. Az előállításával kapcsolatosan számos olyan történelmi dokumentum létezik, amelyben a tejfesték ipari méretű gyártását körvonalazták. Az ilyen típusú termék gyártása kisebb szinten újraéledt, így a teljesen természetes alapanyagú festék előnyei kombinálhatók a keverést nem igénylő kész festék kényelmével. 
A mész-kazein keverésű tejfestéket keverés után kb. 1 héten belül fel kell használni (a tároláshoz érdemes hűtőszekrénybe rakni).

## Felhasználás
Tejfestékkel hitelesen lehet restaurálni antik bútorokat vagy azok másolatait, ugyanakkor kiválóan használható modern bútorok festéséhez is.  

## Fordítás
Ez a szócikk részben vagy egészben  a   Milk paint című angol Wikipédia-szócikk ezen változatának fordításán alapul.  Az eredeti cikk szerkesztőit annak laptörténete sorolja fel. Ez a jelzés csupán a megfogalmazás eredetét és a szerzői jogokat jelzi, nem szolgál a cikkben szereplő információk forrásmegjelöléseként.